# Condado de Miller (Arkansas)
O Condado de Miller é um dos 75 condados do estado norte-americano do Arkansas. A sede do condado é Texarkana.
O condado possui uma área de 1 650 km², uma população de 40 443 habitantes, e uma densidade populacional de 25 hab/km² (segundo o censo nacional de 2000).
O condado foi criado em 1 de abril de 1820, abolido em 1838, e recriado em dezembro de 1874.